# ラ・モッラ
ラ・モッラ（伊: La Morra）は、イタリア共和国ピエモンテ州クーネオ県にある、人口約2,700人の基礎自治体（コムーネ）。

## 地理

### 位置・広がり

#### 隣接コムーネ
隣接するコムーネは以下の通り。
- アルバ
- バローロ
- ブラ
- カスティリオーネ・ファッレット
- ケラスコ
- ナルゾーレ
- ロッディ
- ヴェルドゥーノ

#### 地震分類
イタリアの地震リスク階級 (it) では、4 
に分類される。

## 行政

### 分離集落
ラ・モッラには、以下の分離集落（フラツィオーネ）がある。
- Annunziata, Berri, Rivalta, Santa Maria